# Renato Lamas Pinto
Renato Lamas Pinto (Belo Horizonte, 28 maggio 1978) è un ex cestista brasiliano.

## Carriera
Con il Brasile ha disputato i Campionati americani del 2003.